# Giovanni Marchetti (Bischof)

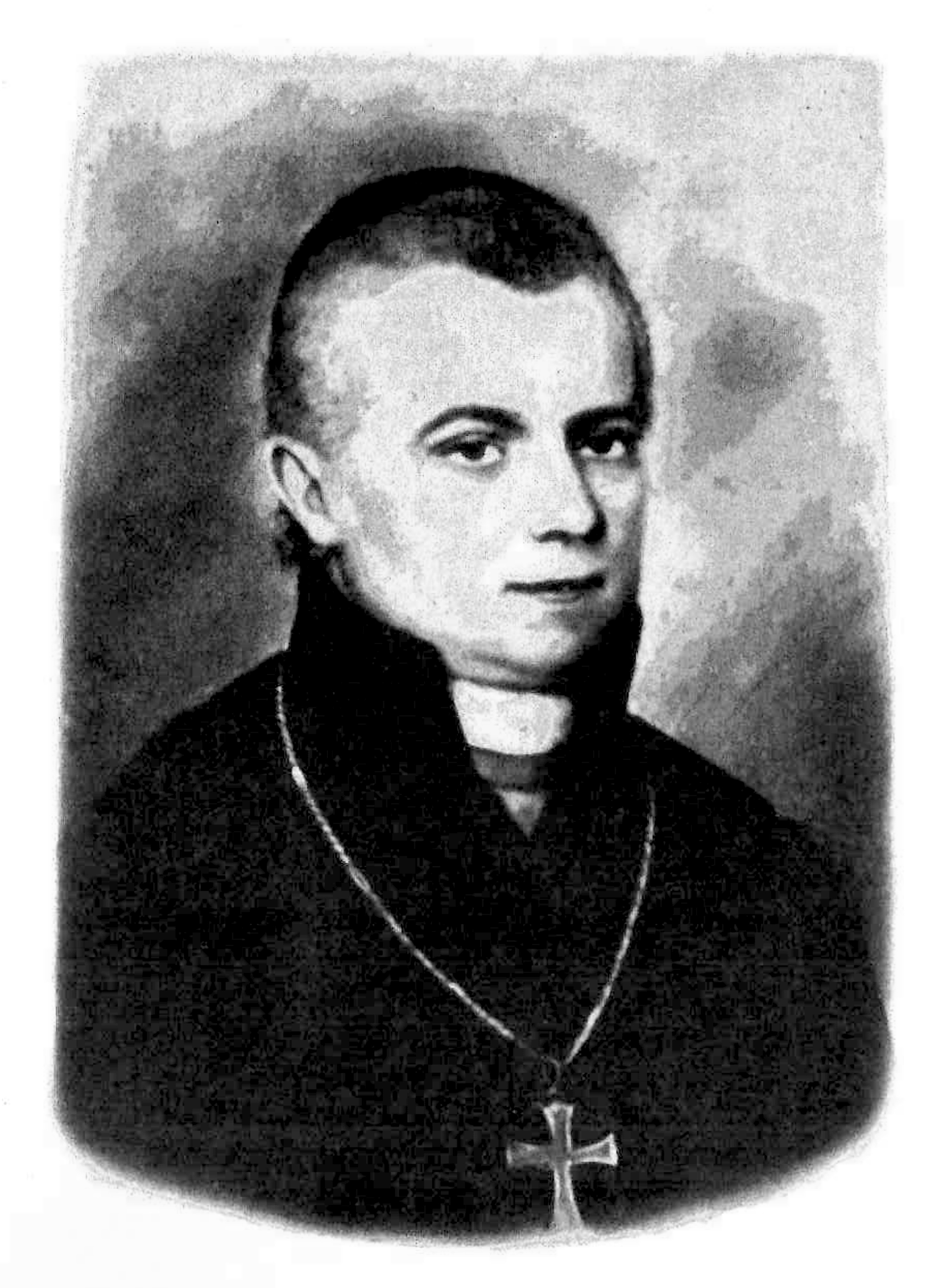
Giovanni Marchetti

Giovanni Marchetti (* 10. April 1753 in Empoli; † 15. November 1829 ebenda) war ein italienischer Geistlicher, Theologe, Kirchenhistoriker und Kurienbischof.

## Leben
Er stammte aus bescheidenen Verhältnissen und erhielt seine Bildung am Collegio Romano. Die Priesterweihe empfing er am 20. Dezember 1777 und am 12. September 1778 wurde er von der Universität La Sapienza zum doctor theologiae promoviert. Danach wirkte er als Sekretär des Erzbischofs von Ferrara, Kardinal Alessandro Mattei. Ab 1782 veröffentlichte er seine ersten Studien, welche die Geschichte der Abtei Fleury beschreiben, wobei er hieran gallikanische Tendenzen kritisierte. Bald wurde er zusammen mit Luigi Cuccagni Redakteur des Giornale ecclesiastico di Roma, das unter dem Schutz von Pius VI. ab dem 2. Juli 1785 in Rom erschien.
Giovanni Marchetti wurde im Rom Pius VI. als leidenschaftlicher Polemiker und unnachgiebiger Apologet des römischen Papsttums bekannt. Er war Theologe der Apostolischen Datarie, Examinator des römischen Klerus, Präsident der Casa del Gesù (1794–1814) und Prüfer der Akten der Synode von Pistoia, die vom 18. bis zum 28. September 1786 abgehalten wurde. Ferner beteiligte er sich an der Ausarbeitung der Bulle Auctorem fidei, in der die Beschlüsse der Synode von Pistoia verurteilt wurden, und stellte in Zusammenarbeit mit Serafino Viviani die Akten (Testimonianze) über die Zerstörung der alten gallikanischen Kirche und die Gründung der konstitutionellen Kirche zusammen.
Nach Ausrufung der Römischen Republik wurde er beschuldigt, die Einwohner von Trastevere zum antifranzösischen Aufstand vom 25. Februar 1798 angestiftet zu haben, und wurde von den republikanischen Behörden in der Engelsburg inhaftiert. Am 4. April freigelassen, musste er am nächsten Tag Rom in Richtung Toskana verlassen. Im Juni 1800 zu Beginn der ersten Restauration nach Rom zurückgekehrt, war er Gründungsmitglied der Akademie für die Katholische Religion (4. Februar 1801) und setzte seine publizistische und theologische Tätigkeit fort. 1809 erneut von den französischen Behörden inhaftiert, wurde er während der napoleonischen Besetzung Roms in die Toskana verbannt und kehrte mit dem Beginn der neuerlichen Restauration zurück.
Am 26. September 1814 wurde Marchetti von Pius VII. zum Erzbischof in partibus von Ancyra erhoben. Die Bischofsweihe spendete ihm der Kardinalbischof von Sabina, Lorenzo Litta; Mitkonsekratoren waren die Erzbischöfe Tommaso Maria Raimondo Leopoldo Arezzo und Giovanni Francesco Guerrieri. Am 7. August 1816 wurde Marchetti zum Konsultor der Indexkongregation ernannt. Als Apostolischer Vikar der Diözese Rimini (16. Januar 1822) aus Rom entfernt, wurde er am Tag nach dem Tod von Bischof Vincenzo Maria Strambi von Leo XII. an den Quirinalspalast zurückberufen und am 18. Dezember 1825 zum Sekretär der Kongregation für die Bischöfe und Regularkleriker befördert. Im September 1826 zum Rücktritt gezwungen, zog er sich nach Empoli zurück, wo er am 15. November 1829 starb.